# SMK
SMK (skrót od Siergiej Mironowicz Kirow) – radziecki prototypowy ciężki czołg z okresu II wojny światowej.
Pod koniec lat 30. w ZSRR rozpoczęto prace nad szeregiem czołgów ciężkich, które w myśl radzieckiej doktryny wojennej miały służyć do przełamywania linii frontu i miały zastąpić używane dotychczas T-28 i T-35. Jeden z nich został opracowany przez inż. A.S. Jermołajewa z Zakładów Kirowskich w Leningradzie w 1938 roku. Otrzymał on oznaczenie SMK od nazwiska patrona zakładów Siergieja Mironowicza Kirowa. Projekt był gotowy 8 grudnia 1938.
Był to czołg ciężki posiadający dwie wieże, które miały być uzbrojone w 1 armatę kal. 76,2 mm Ł-11 i 1 armatę wz. 1932 (20K) kal. 45 mm. Projekt ten przedstawiono Stalinowi, który polecił usunąć jedną wieżę i wzmocnić opancerzenie. Po naniesieniu tych poprawek w styczniu 1939 roku przystąpiono do budowy prototypu, który 20 września 1939 roku został zaprezentowany na poligonie w Kubince. Następnie poddany został próbom poligonowym. W grudniu 1939 czołg SMK wysłano do Finlandii, aby tam kontynuować próby w warunkach bojowych w trakcie wojny zimowej. Po raz pierwszy czołg SMK stoczył walkę 17 grudnia 1939 roku w rejonie Hottinen, a 19 grudnia został unieruchomiony podczas ataku na umocnienia fińskie pod miastem Summa i pozostawiony przez załogę. Stał tam pomimo prób odholowania go przez Finów do lutego 1940, gdy zabrali go Rosjanie. Skierowano go do Zakładów Kirowskich, lecz ostatecznie zrezygnowano z jego naprawy i zaniechano dalszych prac nad tym czołgiem.
Na podstawie zdjęć, które Finowie przekazali niemieckiemu wywiadowi wojskowemu, czołg SМК został błędnie zidentyfikowany T-35C. Stąd zdarza się, że powołując się na źródła niemieckie, błędnie podaje się informacje, jakoby czołgi T-35 brały udział w wojnie radziecko-fińskiej.